# بيتر ويليام مكدونالد
بيتر ويليام مكدونالد (بالإنجليزية: Angus William McDonald) هو محامي أمريكي، ولد في 14 فبراير 1799 في وينشستر في الولايات المتحدة، وتوفي في 1 ديسمبر 1864 في ريتشموند في الولايات المتحدة.